# Coniopteryx pallescens
Coniopteryx pallescens är en insektsart som beskrevs av Meinander 1972. Coniopteryx pallescens ingår i släktet Coniopteryx och familjen vaxsländor. Inga underarter finns listade i Catalogue of Life.